# Herb Nakła nad Notecią
Herb Nakła nad Notecią – jeden z symboli miasta Nakło nad Notecią i gminy Nakło nad Notecią w postaci herbu zatwierdzony w statucie miasta. Wizerunek herbu pochodzi z XVII wieku.

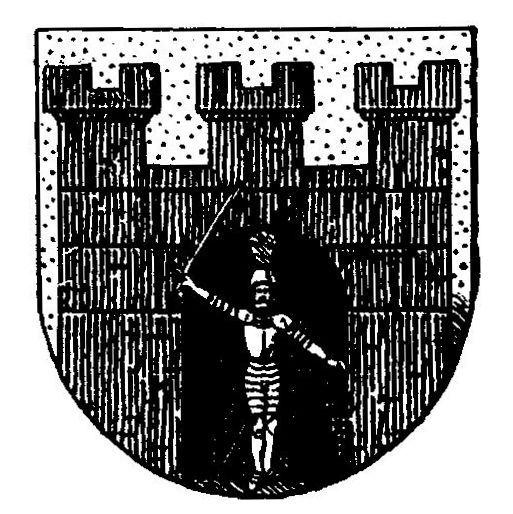
dawny herb
wg Vossberga (1886 rok)

## Wygląd i symbolika
Herbem jest tarcza dołem półokrągła, na której w polu złotym znajduje się wieża forteczna z dwoma erkierami, jej dachy są szpiczaste, w kolorze błękitnym, zaś okna i brama w kolorze czarnym. Półokrągłe formy, wspierające erkiery dochodzą do wieży środkowej i stanowią wzmocnienie podpórki.
Symbolika herbu nawiązuje do tradycji obronnych miasta.